# 下裸真巨口魚
下裸真巨口魚（学名：Eustomias hypopsilus）为輻鰭魚綱巨口鱼目巨口鱼科的其中一種。分布於中西大西洋區，包括墨西哥灣北部、佛羅里達及圭亞那等海域，為深海魚類，棲息深度約200公尺，體長可達16.4公分。

## 扩展阅读
維基物種上的相關：下裸真巨口魚